# 琥珀蛺蝶
琥珀蛺蝶（学名：Paduca fasciata），又名臺東黃線蝶、珀蛺蝶，为蛺蝶科琥珀蛺蝶屬下的一个种。